# سونر ساریکابادایی
سونر ساریکابادایی (زاده ۸ دسامبر ۱۹۷۸، پازارجیک استان قهرمان مرعش) خوانندهٔ پاپ و ترانه‌نویس اهل ترکیه است.
نوازنده، ترانه‌سرا، آهنگساز و خوانندهٔ اهل ترکیه در تاریخ ۸ دسامبر سال ۱۹۷۸ میلادی برابر با ۱۹ آذر سال ۱۳۵۷ شمسی در شهر پازارجیک در جنوب ترکیه زاده شد.

## زندگی شخصی
در ۴ سالگی به همراه خانواده به شهر مرسین نقل مکان کرد و تحصیلات ابتدایی و متوسطه را در این شهر به پایان برد. در سال‌های مدرسه و دبیرستان به علت قد مناسبش به ورزش بسکتبال روی آورد.
سپس در دانشگاه فنی ییلدیز استانبول در رشتهٔ اقتصاد قبول شد و در همان زمان یادگیری گیتار کلاسیک را آغاز کرد. علاقه به موسیقی در او سبب شد تا درس اقتصاد را نیمه‌کاره رها کند و در رشتهٔ گیتار کلاسیک دانشگاه هنر ییلدیز استانبول به تحصیل مشغول شود. او در سال ۲۰۰۶ از این رشته فارغ‌التحصیل شد.

## کارنامه هنری
وی در سال ۲۰۰۱ آلبومی به نام سیاه (به ترکی استانبولی: Kara) و در سال ۲۰۰۹ تک‌آهنگ خود به نام یخ (به ترکی استانبولی: Buz) را منتشر کرد که شهرت فراگیر او را در پی داشت. او با آهنگ یخ برندهٔ بهترین هنرمند تازه‌وارد سال از شبکه کرال تی‌وی شد. همچنین ترانه‌ای که با سرتاب انر خوانده بود در همان سال برندهٔ بهترین آهنگسازی شد.
در سال ۲۰۱۰ او دو آلبوم به نام‌های سادهٔ من (به ترکی استانبولی: Sadem) و زنگ (به ترکی استانبولی: Pas) منتشر کرد که بر محبوبیت او افزود.
در سال ۲۰۱۱ نیز دو آلبوم به نام‌های اعتراض (به ترکی استانبولی: İtiraz) و آب شور (به ترکی استانبولی: Tuzlu su) را روانه بازار کرد.
در سال ۲۰۱۲ آلبومی به نام سه‌گانه (Trio) وارد بازار کرد.
در سال ۲۰۱۳ دو تک‌آهنگ به نام‌های آیا انسان نمی‌تواند دوست داشته باشد (به ترکی استانبولی: İnsan sevemez mi) و خاک مقدس (به ترکی استانبولی: Kutsal toprak) منتشر کرد.
در سال ۲۰۱۴ آهنگ چسب زخم (به ترکی استانبولی: Yara bandı) را منتشر کرد.

## آلبوم‌ها
- Kara, 27 December 2001.
- Trio 29 May 2012.

## تک‌آهنگ‌ها
- Buz, 2009
- Pas,2010
- Sadem, 2010
- Seveni Arıyorum, 2011
- İtiraz, 2011
- Tuzlu Su + İtiraz, 2011
- Tuzlu Su Akustik, 2011
- İnsan Sevmez Mi?, 2012
- Kutsal Toprak, 2013
- Yara Bandi, 2014
- 2015 ,Unuttun Mu Beni ? Feat Ozan Çolakoğlu
- 2016, Tas
- 2017,Gel De Uyu
- 2018, Boza Boza